# Prostredný chrbát

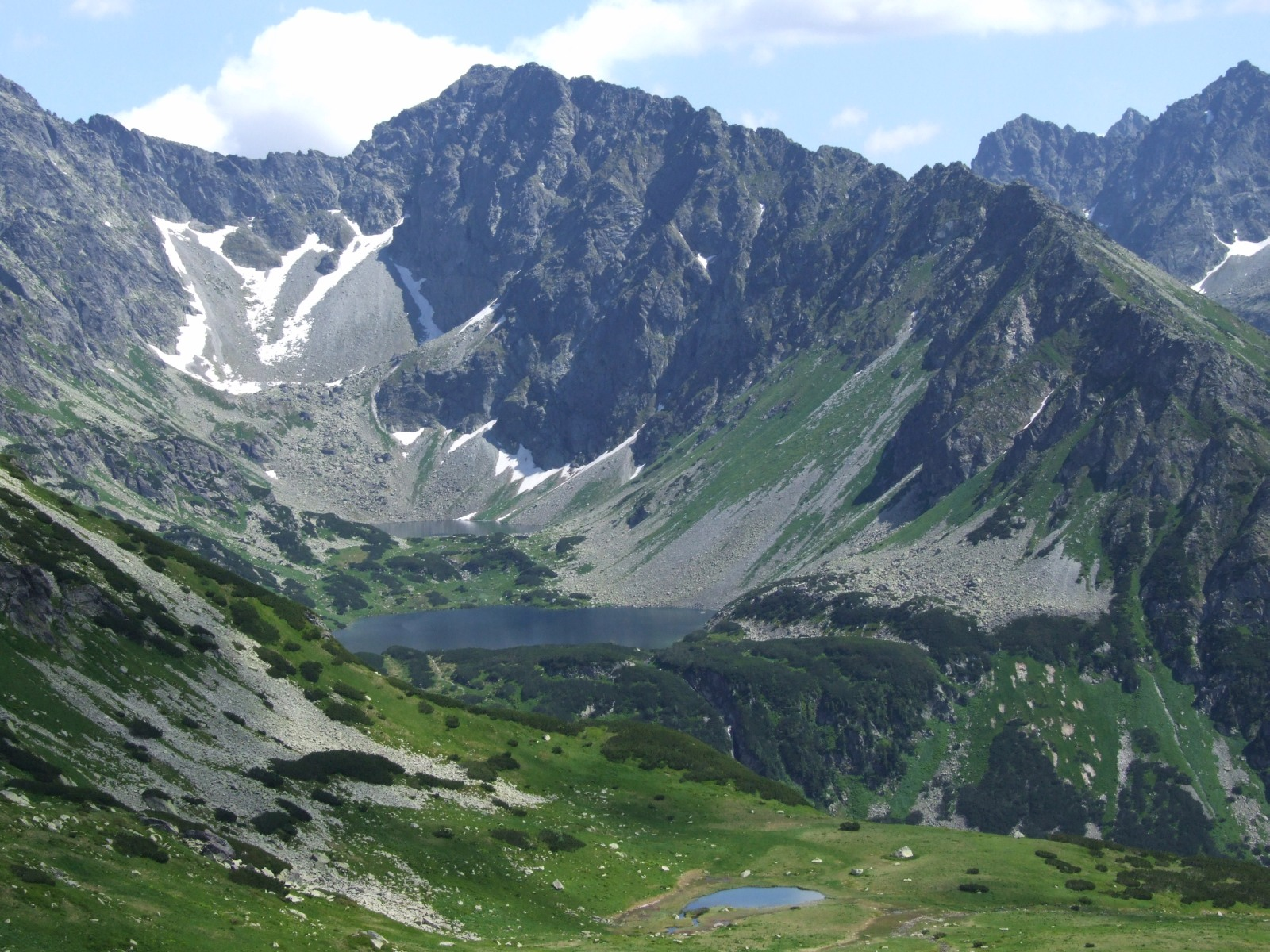
Prostredný chrbát od sedla Závory

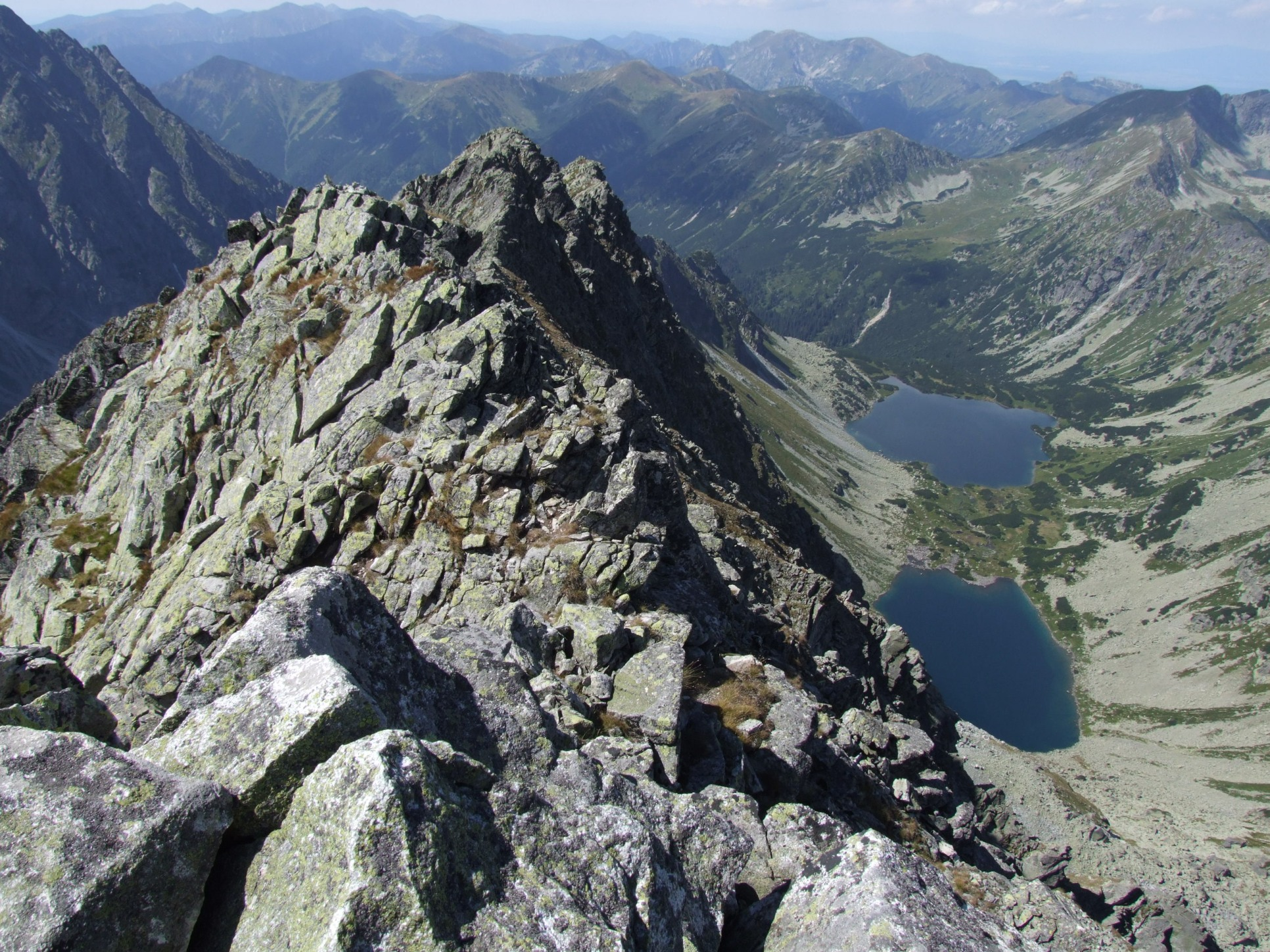
Prostredný chrbát z Kôprovského štítu

Prostredný chrbát (polsky Pośredni Wierszyk, maďarsky Középső-hát, německy Mittelbergrücken) je dlouhá severozápadní rozsocha Kôprovského štítu ve slovenské části Vysokých Tater. Rozsocha klesá do závěru Kôprové doliny (část Temné Smrečiny) a odděluje od sebe Temnosmrečianskou dolinu na severovýchodě a Hlinskou dolinu na jihozápadě. Hřeben není příliš členitý, nejsou zde žádné výrazné vrcholy ani sedla. Kromě Kôprovského štítu, kam vede červená značka, zde nejsou ani žádné značené turistické trasy. Dle pravidel TANAPu je pohyb mimo značené trasy v této oblasti pro turisty i horolezce zakázán.

## Průběh hřebene
|  | Slovenský název         | Polský název                 | Nadmořská výška (m) | Souřadnice                       |
|  | ----------------------- | ---------------------------- | ------------------- | -------------------------------- |
|  | Kôprovský štít          | Koprowy Wierch               | 2363                | 49°10′56″ s. š., 20°02′54″ v. d. |
|  | Kôprovská lávka         | Koprowa Ławka                | 2330                | 49°10′56″ s. š., 20°02′49″ v. d. |
|  | Malý Kôprovský štít     | Mały Koprowy Wierch          | 2329                | 49°10′58″ s. š., 20°02′43″ v. d. |
|  | Štrbina za Palcom       | Szczerbina za Palcem         | 2210                |                                  |
|  | Palec                   | Palec                        | 2220                |                                  |
|  | Štrbina pred Palcom     | Przełączka ku Palcu          |                     |                                  |
|  | Vyšný Prostredný chrbát | Wyżni Pośredni Wierszyk      | 2225                |                                  |
|  | Vyšné Pribylinské sedlo | Wyżnia Przybylińska Przełęcz | 2080                |                                  |
|  | Nižný Prostredný chrbát | Niżni Pośredni Wierszyk      | 2100                |                                  |
|  | Nižné Pribylinské sedlo | Niżnia Przybylińska Przełęcz | 1905                |                                  |
|  | Posledný chrbát         | Przybylińska Czuba           | 1926                |                                  |